# ペトロシア・フィシフォルミス
ペトロシア・フィシフォルミス(Petrosia ficiformis)は、フツウカイメン綱イソカイメン目のカイメン（海綿）の一種。学名はギリシャ語のπέτρα（pétra、岩）、φύση（physis、自然）、φόρμα（fórma、形作る）から来ており、「自然に形成された岩」を意味する。
1980年までは、ザラカイメン目 Haplosclerida に分類されていた。このカイメンの分類に関する混乱は今日も続いており、異なる著者が異なる分類をしている。本項では、NCBI分類を用いる。

## 分布
P. ficiformisは、水深5から70メートルの間の突き出した場所や洞窟内の岩の底面で見られる。本種はアドリア海、エーゲ海、アゾレス諸島、カナリア諸島、マデイラ諸島、カーボベルデ、イオニア海、レバント海、地中海、北大西洋、シドラ湾、西アフリカ、地中海西部で見られる。

## 特徴
P. ficiformisは、光合成シアノバクテリア（藍藻）との共生のため大抵紫褐色をしているが、光が当たらないと白色にもなる。小型で、硬い感触をしており、表面上に不規則に拡がった球状の小孔を有する。

## 化合物

ペトロシノールの構造

P. ficiformisは、アセチレン類を生産するカイメンの一つである。この例の一つはペトロシノール（petrosynol）である。ペトロシノールは炭素数30のポリアセチレンアルコールであり、イワカイメン属から1987年に単離された。ペトロシノールはその抗菌活性により、カイメンの防御に役立っていると考えられる。
P. ficiformisは、ヒドロキシル化されたポリアセチレンであるPetroformyne類を合成することが知られている。Petroformyne類は細胞毒性および抗腫瘍活性を示す。

## 捕食者
P. ficiformisは、このカイメン上で一般的に見られるツヅレウミウシ属のウミウシ Discodoris astromaculataの主な食料源である。これらのウミウシは消化管にこのカイメンに含まれる化合物を蓄積し、自身の防御戦略の一つとして利用している。